# 白川町町民会館
白川町町民会館（しらかわちょうちょうみんかいかん）は、岐阜県加茂郡白川町にある白川町の公共施設（複合施設）である。

## 概要
- 「中央公民館」[1]、「白川町保健センター」[2]、「白川町役場分館」でなる複合施設である。1987年（昭和62年）11月開館。
- パイプオルガン建造家の辻宏が、1976年（昭和51年）に白川町に移住し工房を開いた縁から、町民会館の2つのホール（グロリアホール、ピストイアホール）には辻宏が製作したオルガンが設置されている。

## 施設概要

### 1階
中央公民館
- 大研修室
- 応接室
- トレーニング室
- グロリアホール

収容人数は600席
辻宏製作の大型パイプオルガン（高さ6.7m、幅4.7m、パイプ本数1496本）を設置
白川町保健センター
- 保健指導室
- 集団指導室
- 歯科検診室
- 内科検診室

白川町役場分館
- 保健福祉課
- 教育課（教育委員会事務室）

### 2階
中央公民館
- 工作室
- 調理実習室
- 和室　（2室）

白川町役場分館
- 教育課（教育長室・学校教育事務室・相談室・子育て支援事務室）

### 3階
中央公民館
- 第1会議室
- 第2会議室
- 視聴覚室
- 研修室
- ピストイアホール

辻宏製作のオルガンを設置
ホールの名称は、白川町の姉妹都市イタリアピストイアに由来する

## 利用案内
- 住所：岐阜県加茂郡白川町河岐1645-1
- 利用時間：
  - 8:30 - 21:30　（中央公民館）
  - 8:30 - 17:15　（白川町保健センター）
  - 8:30 - 17:15　（白川町役場分館）
- 休館日：
  - 毎週月曜日、毎月第3日曜日、年末年始（12月28日 - 1月3日）　（中央公民館）
  - 土日曜日、年末年始（12月29日 - 1月3日）　（白川町保健センター）
  - 土日祝日、年末年始（12月29日 - 1月3日）　（白川町役場分館）

## 交通アクセス
- 高山本線白川口駅下車、徒歩約7分。

## 周辺
- 白川町役場
- 白川町立白川中学校
- 白川口駅
- 美濃白川楽集館
- JAめぐみの美濃白川支店
- 大垣共立銀行白川口支店